# Список умерших в 778 году

## Дата смерти неизвестна или требует уточнения
- Аэд Финд, король Дал Риады (768—778).
- Конгалах мак Конайнг, король Наута (Северной Бреги) (759—778) и король всей Бреги (771—778) из рода Сил Аэдо Слане.
- Луп II, герцог Васконии (ок. 768—778).
- Ниалл мак Конайлл, король Лагора (Южной Бреги) (771—778) из рода Сил Аэдо Слане.
- Ниалл Фроссах, король Айлеха (743—770) и верховный король Ирландии (763—770) из рода Кенел Эогайн.
- Суфьян ас-Саури, имам, муджтахид, мухаддис, математик, основатель и эпоним ныне не существующего сауритского мазхаба.
- Хелидульф, епископ Страсбурга (770-е).
- Этерскел мак Аэда, король Уи Хеннселайг (Южного Лейнстера) (770—778).